# Aleksandr Karelin
Aleksandr Aleksandrovich Karelin, sau simplu Alexander Karelin, (în rusă Александр Александрович Карелин; n. 19 septembrie 1967, Novosibirsk, RSFS Rusă, URSS) este un luptător de stil greco-roman rus, care a concurat pentru Uniunea Sovietică, apoi pentru Rusia.
A câștigat medalii de aur la Jocurile Olimpice de vară din 1988, 1992, 1996 și 2000. Poreclit Ursul rus, Alexandru cel Mare și Experimentul, a plecat neînvins din competițiile internaționale (perioada 1987–2000).
A fost venerat pentru puterea sa extraordinară și succesul fără precedent în competițiile internaționale. El este universal considerat a fi cel mai mare luptător de greco-romane din toate timpurile. El a luat de asemenea parte la wrestling. Pentru realizările sale a fost numit Erou al Federației Ruse.